# Два брата (фильм, 2004)
«Два брата» (фр. Deux Frères, англ. Two Brothers) — приключенческий фильм 2004 года о двух тигрятах, разлучённых людьми и превращённых в бойцовых тигров.

## Сюжет
Индокитай, 1930-е годы. В глубине джунглей, близ величественных древних руин, родились два брата-тигрёнка. Братья жили беззаботной жизнью до тех пор, пока люди не поймали их и не разлучили друг с другом.
Один тигрёнок (позже названный Кумаль) был пойман и продан в цирк. Другой тигрёнок какое-то время оставался с матерью, но, после того, как тигрицу чуть не застрелили охотники, тигрёнок, названный позже Санха, был найден мальчиком и стал его домашним животным.
Однажды было решено провести фестиваль, во время которого на арене столкнули двух тигров — разлучённых когда-то братьев. Однако тигры узнают друг друга и вместо борьбы начинают играть друг с другом, что очень разозлило владельцев. Инструктор пытается помешать тиграм играть, однако, когда он открыл клетку, тигры сумели напугать его и убежали.
В конце фильма братья возвращаются назад в джунгли, к храму, где когда-то выросли и встречают свою мать.
В эпилоге говорится, что в современном Индокитае в живых осталось меньше 5000 тигров.

## В ролях
| Актёр                | Роль                          |
| -------------------- | ----------------------------- |
| Гай Пирс             | Эйдан Макрори                 |
| Фредди Хаймор        | Рауль Нормандин               |
| Жан-Клод Дрейфус     | Администратор Юджин Нормандин |
| Оань Нгуен           | Его Превосходительство        |
| Винсент Скарито      | Зербино                       |
| Филиппин Леруа-Больё | Матильда Нормандин            |

## Интересные факты
- Приблизительно 30 тигров использовались при съёмке фильма. Большинство из них было взято из французских зоопарков, а остальные были привезены из Таиланда[1].